# Ohio-Rosskastanie
Die Ohio-Rosskastanie (Aesculus glabra) ist ein in Nordamerika heimischer Vertreter der Rosskastanien (Aesculus). Sie kommt in zwei Varietäten vor, die sich vor allem durch ihre Blätter unterscheiden und deren Verbreitungsgebiete sich nur in einem schmalen Gebiet überlappen.

## Varietätglabra

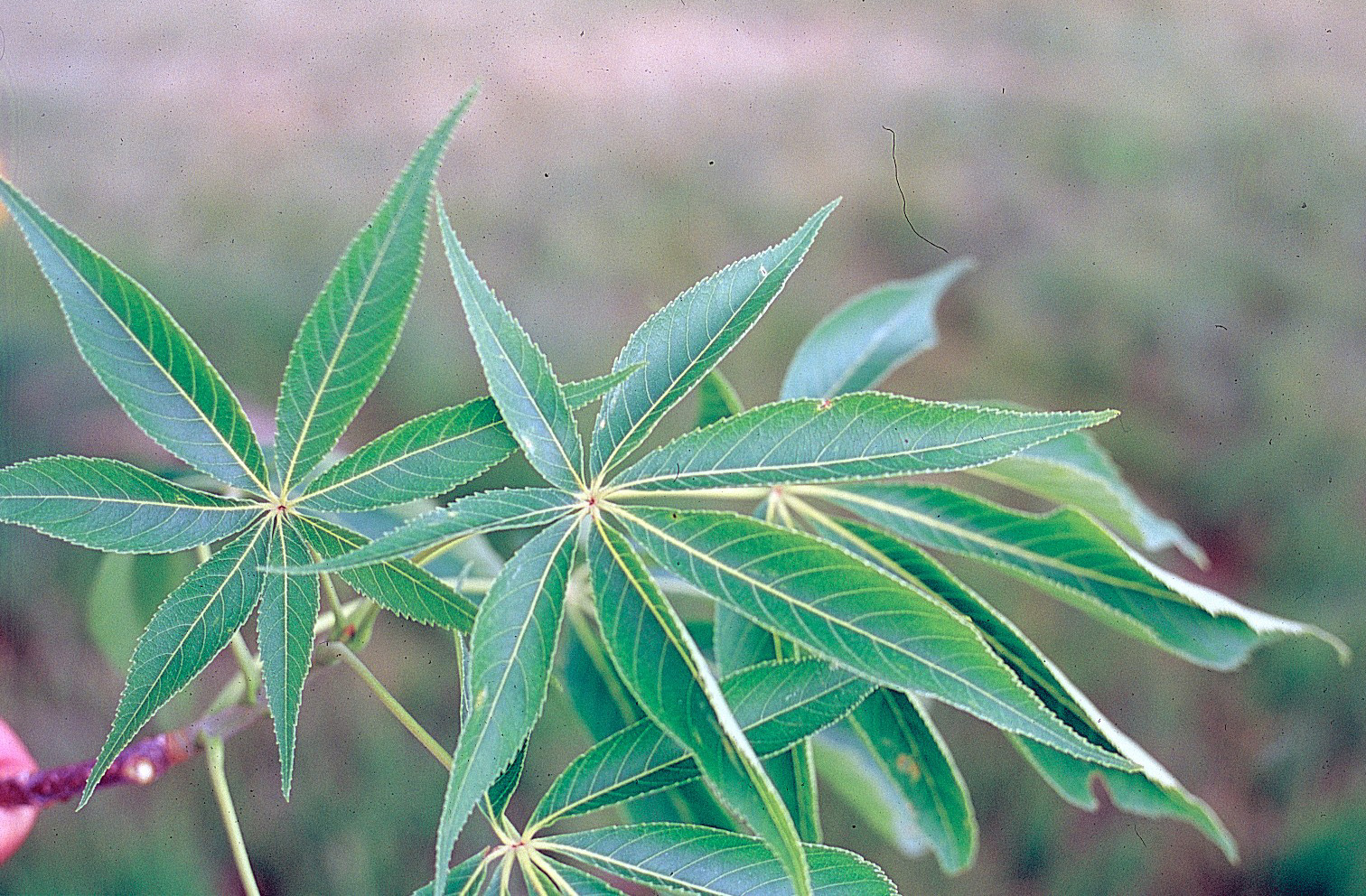
Blätter

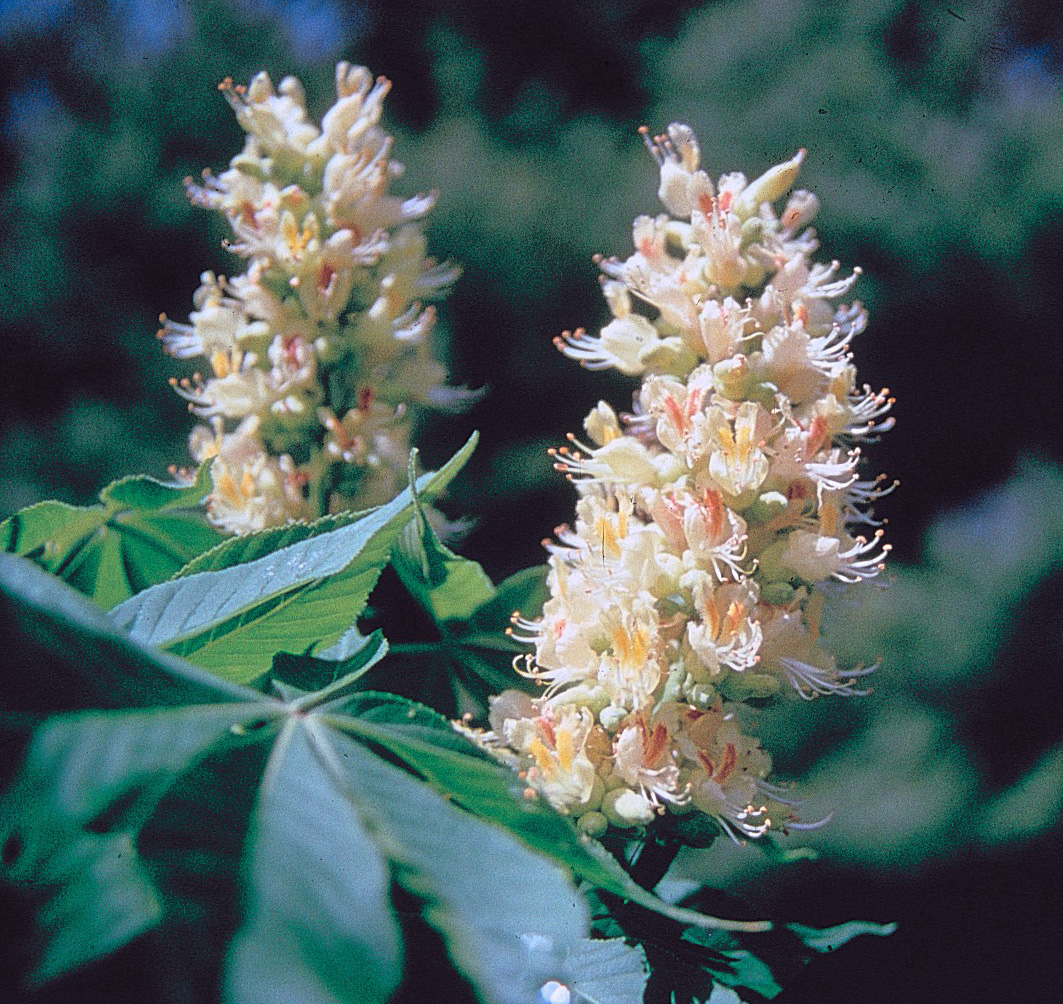
Blütenstände

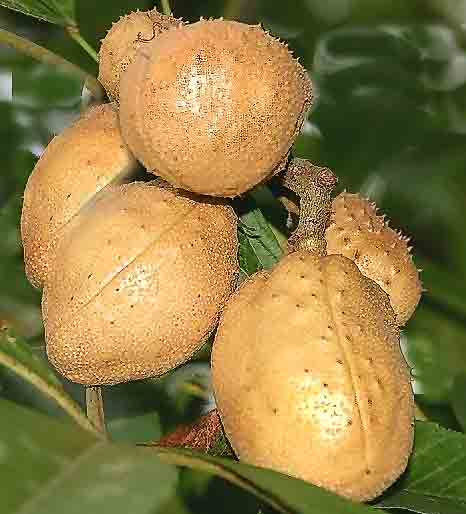
Früchte

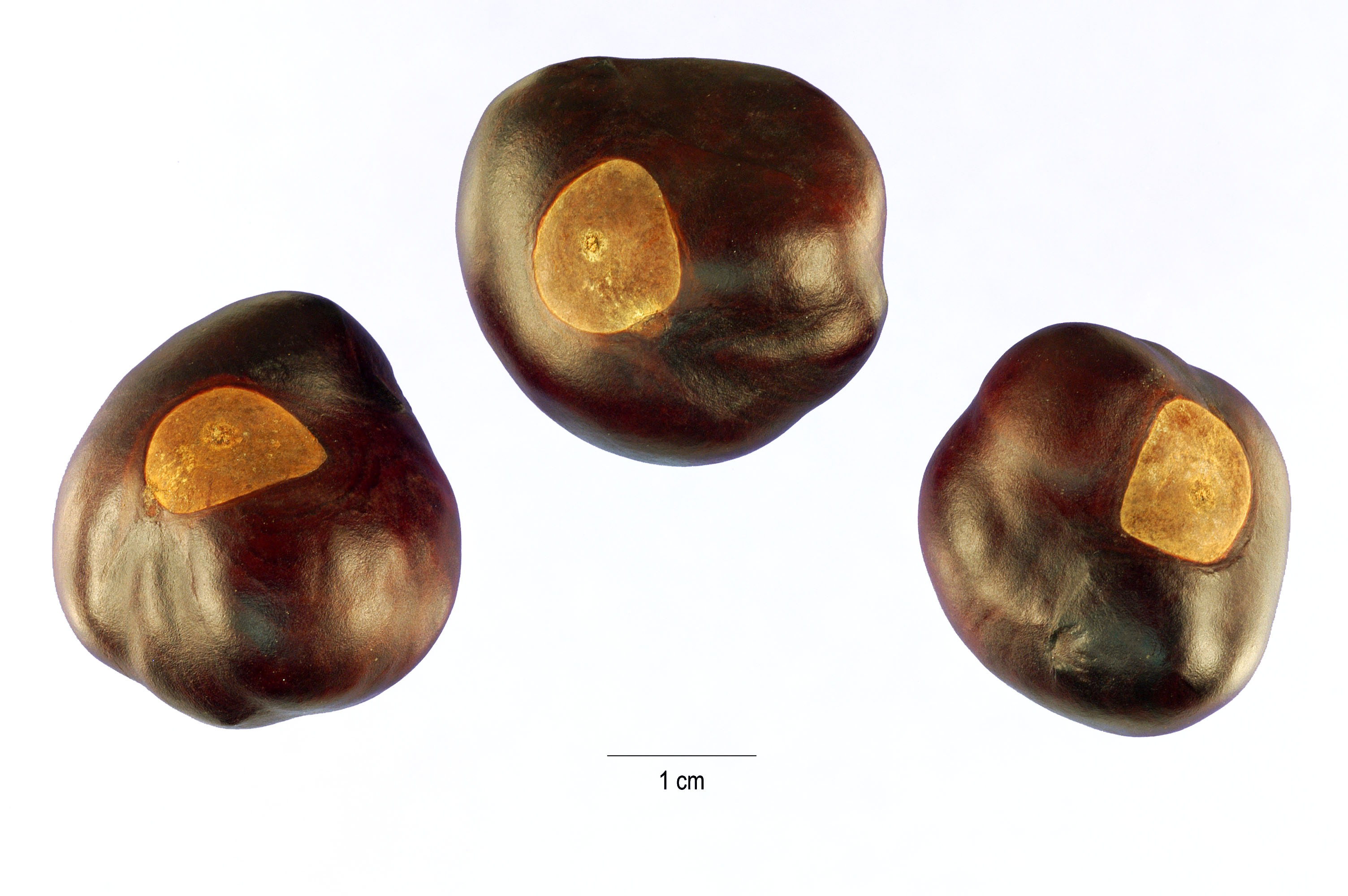
Samen

### Vegetative Merkmale
Die Nominat-Varietät Aesculus glabra var. glabra ist ein laubabwerfender Baum oder Strauch der 10 bis 25 m, sehr selten bis über 40 m hoch wird und einen Stammdurchmesser bis über 40 cm, selten bis über 100 cm erreicht. Die Borke ist bei jungen Bäumen hell- bis dunkel-graubraun und wird im Alter glatt und aschgrau bis fast weiß; häufig ist sie auch hell oder dunkel-graubraun und durch seichte Risse in kleine, dünne Platten unterteilt. Die Zweige sind rötlich-braun, später hellgrau, kahl und bei Verletzung einen leicht stinkenden Geruch verbreitend. Die Knospen sind konisch und spitz bis zugespitzt. Die äußeren Knospenschuppen sind gekielt und haben einen gewimperten Rand.
Die gegenständigen, lang gestielten Laubblätter sind handförmig zusammengesetzt und bestehen aus 5 bis 7 Fiederblättchen. Der Blattstiel ist 5 bis 15 cm lang. Die fast sitzenden Blättchen sind 6 bis 16 cm lang und 2 bis 6 cm breit; ihre Form ist eiförmig, -eilanzettlich bis verkehrt-eiförmig, -eilanzettlich. Das Blättchenende ist spitz oder zugespitzt, der Rand ist ungleich gesägt, an der keilförmigen Basis häufig ganzrandig. Die Unterseite ist kahl, an den Nerven zerstreut mit Haaren besetzt, bis dicht und wollig behaart, dunkelgrün, bleich oder blaugrün. Die Blättchenstiele sind bis 11 mm lang.

### Generative Merkmale
Aesculus glabra ist trimonözisch. Der endständige und rispige Blütenstand ist 10 bis 15 cm lang, kahl oder dicht behaart. Die unangenehm riechenden, funktionell eingeschlechtlichen oder zwittrigen Blüten sind hell- oder grüngelb. Der Blütenstiel ist 2 bis 5 mm lang. Der Kelch ist glockig, 3 bis 8 mm lang und behaart, die fünf Kelchzipfel sind gerundet, stumpf und ungleich. Die Krone besteht aus vier fast gleichen Kronblättern, die 10 bis 19 mm lang sind. Die oberen zwei Kronblätter haben einen zottig behaarten Nagel, der halb so lang wie die Platte und gleich lang wie der Kelch ist. Die Platte ist länglich-spatelförmig und schmäler als die Platte der seitlich stehenden Kronblätter. Sie ist zottig behaart und drüsenlos. Die seitlichen zwei Kronblätter haben einen kurzen, zottigen Nagel und eine breite, ovale bis längliche Platte. Die sieben Staubblätter sind 15 bis 23 mm lang. Die Staubfäden sind gebogen, und in der unteren Hälfte zottig behaart. Die Staubbeutel sind orangefarben, an Spitze und Grund leicht behaart, an Spitze und Basis der Loculi feindrüsig. Der Stempel ist am Fruchtknoten drüsig-zottig, am Griffel zottig.
Die ledrige Kapselfrucht ist ei- bis verkehrt-eiförmig und hat einen Durchmesser von 2 bis 5 cm. Das Perikarp ist höckerig bis leicht stachelig, die Stacheln fallen häufig ab, fehlen manchmal von Beginn an. Die Frucht ist hellbraun. Pro Frucht gibt es 1 bis 3 Samen, selten auch 4 bis 6, sie haben einen Durchmesser von 2 bis 4 cm, sind dunkelbraun mit einem kleinen, hellen Nabel.

### Verbreitung und Ökologie
Die Varietät glabra hat eine weite Verbreitung. Das Areal reicht von West-Pennsylvania nach Westen in die Appalachen und das Flachland von Iowa, nach Süden in die Hochländer von West-Arkansas; das Becken von Nashville, Zentral-Tennessee und Nord-Alabama. Einzelvorkommen gibt es in Zentral-Alabama, im östlichen Zentral-Mississippi und Ost-Tennessee. Sie wächst auf fruchtbarem Schwemmland von Flüssen oder auf fruchtbaren Sandstein- oder Kalkboden in Hügelland. Die Strauchform bildet oft Dickichte entlang von Flussufern. Häufiger tritt sie als kleiner, verstreut stehender Baum auf.

## Varietätarguta

### Merkmale
Die Varietät arguta ist ein Strauch oder kleiner Baum, wird bis 6 m hoch und erreicht einen Stammdurchmesser bis 15 cm. Das Laubblatt besteht aus 7 bis 11 Fiederblättchen, mehr als bei der Nominatform. Die Blättchen sind 5 bis 16 cm lang und mit 1 bis 3 (selten 5) cm schmäler als bei der Nominatform. Der Blattrand ist häufig doppelt gesägt.

### Verbreitung und Ökologie
Die Varietät arguta kommt von den Hügelländern m Nordosten von Kansas nach Süden entlang dem Westrand der Interior Highlands bis zu den Sandy Hills von Ost-Zentral-Texas. Von hier nach Südwesten bis Real County. Sie ist sehr häufig als Unterwuchs-Strauch auf Hängen und Böschungen, und an den Steilufern von Flüssen und Bächen.

### Chromosomenzahl
Die Chromosomenzahl beträgt 2n = 40.

## Variabilität
Innerhalb der Art gibt es ein großes Maß an Variabilität. Ein Gutteil davon beruht auf Introgression von Aesculus pavia und Aesculus flava. Daneben gibt es verschiedene Ökotypen. Viele dieser Varianten wurden als eigene Taxa beschrieben, die jedoch nicht mehr als gültig angesehen werden.
Bei zwei Merkmalen gibt es ein deutliches Ost-West-Gefälle: die relative Breite der Blättchen sinkt von Ost nach West, während die Anzahl der Blättchen steigt. Im Wesentlichen ist das Gefälle graduell, wobei es ein steiles Gefälle im Gebiet gibt, in dem sich die beiden Varietäten überlappen. Die Überlappung ist eine schmale Zone in West-Missouri und West-Arkansas, die hier vorkommenden Individuen sind oft schwer einer der beiden Varietäten zuzuordnen.

## Nutzung
Die Ohio-Rosskastanie ist neben Aesculus flava die einzig forstlich genutzte Art der Gattung in Amerika. Das Holz wird zu Möbeln, Fußböden, Kisten und Musikinstrumenten verarbeitet. Vor allem die großen Maserknollen sind begehrt.

## Belege
- James W. Hardin: A Revision of the American Hippocastanaceae II. Brittonia, Band 9, 1957, S. 173–195.